# Mood Ring
«Mood Ring», también conocida como «Mood Ring» (By Demand), es una canción R&B interpretada por la cantante estadounidense Britney Spears e incluida en su noveno álbum de estudio Glory (2016).  Se encuentra escrita por Jon Asher, Melanie Fontana y Te Whiti Warbrick. La producción está a cargo de DJ Mustard, mientras que la coproducción en manos del dúo Twice as Nice, con la producción vocal otorgada por Asher.
Originalmente incluida en 2016 como bonus track para la edición japonesa y gira japonesa del álbum, «Mood Ring» fue agregada cuatro años más tarde en una reedición 2020 del álbum.

## Antecedentes y desarrollo

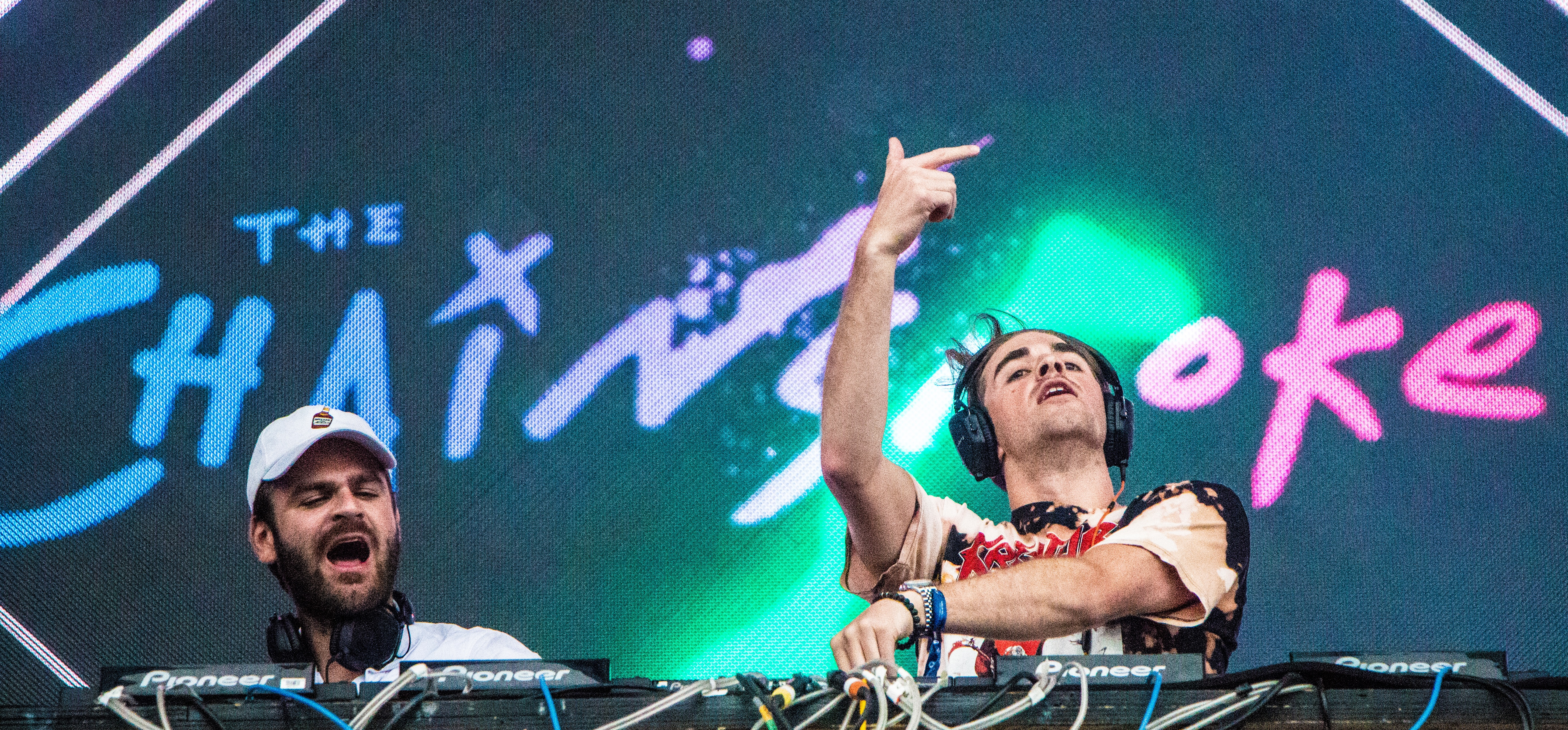
«Mood Ring» fue originalmente escrita como una colaboración entre Spears y el dúo The Chainsmokers.

«Mood Ring» fue escrita en febrero de 2015 por los compositores Jon Asher y Melanie Fontana bajo el título de "Mood Swings", quienes se proclamaron como "dos fanáticos de toda la vida" de Spears. Después de componer la canción en un piano, la instrumental terminó siendo utilizada en la canción «Waterbed» del dúo musical The Chainsmokers, incluida en el EP Bouquet de 2015. Originalmente escrita como una posible colaboración entre la cantante y el dúo The Chainsmokers, estos últimos terminaron rechazándolo, citando que la canción era "demasiado femenina", sugiriendo a Asher y Fontana que les escribieran una versión más masculina de la canción, lo que finalmente les llevó a componer «Setting Fires», una canción que más tarde aparecería en el segundo EP del grupo, Collage (2016). Luego de la fallida colaboración, Asher y Fontana intentaron durante tres meses llegar a varios productores con una canción en a cappella, pero sin obtener resultados. Finalmente ambos consiguieron enviar la pista al productor DJ Mustard gracias a un amigo en común de Asher, quien finalmente creó una demo en dos días. Fontana grabó la demo de la canción junto con «Waterbed», quien las revelaría más tarde durante una transmisión en vivo en su cuenta de Instagram el 29 de mayo de 2020.
Tras enviar la demo de la canción a DJ Mustard, los dos escritores fueron informados de que Spears "había puesto [su] demo en espera" con Omar Grant y el equipo de Roc Nation a principios de abril de 2015. Spears finalmente grabó «Mood Ring» en junio de 2015, siendo una de las primeras canciones en ser grabadas para el próximo proyecto de la cantante. Fontana, que estaba en Finlandia cuando descubrió que la cantante estaría grabando la canción, quería viajar a Los Ángeles para estar en el estudio con ella, pero no pudo hacerlo debido a que Spears ya había terminado de grabar la canción. Según Fontana, Spears solo tardó una hora en grabar su voz, lo que para ella significó que la cantante "conocía la canción por dentro y fuera y realmente vibró con ella". Más tarde reveló que tanto ella como Asher habían compuesto al menos diez pistas para el álbum, siendo «Mood Ring» la única escogida por el equipo de Spears. Asher reveló que no estaba trabajando directamente con Spears para la producción vocal, sino que lo hizo en varias sesiones con el productor Mustard. En julio de 2015, durante el festival Wireless, DJ Mustard confirma que está trabajando con Spears, citando su trabajo como "más duro que duro". Según la ejecutiva de A&R, Karen Kwak y la misma Spears, «Mood Ring» es una de sus canciones favoritas de Glory, describiéndola como "vibrante y sexy".

## Composición
Según Asher, querían escribir una canción para Britney que se "enfocara en toda su esencia”. Durante el proceso de composición, tanto él como Fontana tenían "por completo a Britney en su cerebro" imaginándose a la cantante "interpretando la canción en el escenario o en un video musical”. Además, se preguntaron frecuentemente: "Qué haría «I'm a Slave 4 U» de Britney en 2016?". Fontana, quien proporcionó la voz en la versión demo de «Mood Ring», también cantó la canción de una manera que ella imaginó que Spears lo haría. Musicalmente, la canción es descrita como una canción R&B con elementos del "electro-tinged" y "slinky", siendo interpretada de una manera lenta a diferencia de la mayoría de las melodías del R&B. Se ejecuta con una duración de tres minutos y cuarenta y ocho segundos. La canción sigue la estructura tradicional de la canción del verso-estribillo sobre una producción "lenta" del productor Mustard, quien ya había trabajado en varios proyectos como Anti de Rihanna y Late Nights de Jeremih. Su letra se centra en Spears "decidiendo entre dos versiones de sí misma" para presentarse ante un posible pretendiente, demostrándose a través de las primeras líneas de la canción; “Look in the mirror, who do I see?/Who do I wanna be today?”. La cantante interpreta la mayor parte de la canción en un registro inferior, demostrado principalmente en el coro de la canción; “My love is a mood ring, up and down emotions, all these mood swings”.

## Lanzamiento
El primer adelanto de la canción se dio a conocer el 10 de agosto de 2016 a través de la cuenta de Twitter del productor musical Mustard. Sin embargo, tras el lanzamiento de Glory en 2016, «Mood Ring» no figuró en el listado de canciones para las versiones estándar y de lujo del álbum, siendo únicamente incluida como bonus track de manera exclusiva en las ediciones japonesa y gira japonesa.  En mayo de 2020, luego de la exitosa campaña #JusticeForGlory creada por los fanáticos de Spears en las redes sociales durante la pandemia del COVID-19, la cantante dio a conocer una nueva portada para Glory, a casi cuatro años de su lanzamiento. Tres semanas después, Spears anunció que «Mood Ring» estilizado bajo el subtítulo «(By Demand)», para dar crédito a sus fanáticos por impulsar su lanzamiento, estaría disponible en todas sus plataformas de reproducción y descarga digital en el mundo. Finalmente, la canción fue incluida en una reedición de la versión estándar de Glory publicado el 29 de mayo de 2020, figurando como la canción número trece del álbum.

## Formatos
| Descarga digital - Album versión |                         |          |  |
| N.º                              | Título                  | Duración |  |
| 1.                               | «Mood Ring» (By Demand) | 3:48     |  |

| Descarga digital - Remixes |                                           |          |  |
| N.º                        | Título                                    | Duración |  |
| 1.                         | «Mood Ring» (By Demand) (Pride Remix)     | 3:11     |  |
| 2.                         | «Mood Ring» (By Demand) (Ape Drums Remix) | 3:38     |  |

## Posicionamientos en listas

### Listas semanales
| América del Norte |                             |    |        |
| Canadá            | Canadian Digital Songs      | 32 | [ 13 ] |
| Estados Unidos    | Bubbling Under Hot 100      | 23 | [ 14 ] |
| Estados Unidos    | Digital Songs               | 2  | [ 15 ] |
| Europa            |                             |    |        |
| Alemania          | Top 100 canciones digitales | 60 | [ 16 ] |
| Escocia           | Top 100 canciones           | 10 | [ 17 ] |
| Francia           | Top 100 canciones digitales | 16 | [ 18 ] |
| Hungría           | Top 40 canciones            | 3  | [ 19 ] |
| Reino Unido       | Top 100 canciones digitales | 18 | [ 20 ] |

## Historial de publicaciones
| País                       | Fecha               | Formato                      | Versión | Discográfica | Ref. |
| -------------------------- | ------------------- | ---------------------------- | ------- | ------------ | ---- |
| Historial de publicaciones |                     |                              |         |              |      |
| Varios                     | 29 de mayo de 2020  | Descarga digital - Streaming | Album   | RCA          |      |
| Varios                     | 26 de junio de 2020 | Descarga digital - Streaming | Remixes | RCA          |      |